# Közép-Amerika piramisainak listája
Közép-Amerika piramisainak listája.
A maja piramisok gúlája általában négyszög vagy négyzet alaprajzú, a tetején lévő teraszok által körbefutott templomot ennek egy vagy két oldalán középen felfutó lépcsősoron lehetett megközelíteni. A lépcsők eredetileg bemélyedtek a piramis testébe, később azonban kiemelkedő lépcsőépítményeket készítettek, és gazdagon díszítették őket. Az óriási lépcsősorokat főleg a papok használták, a hívők lent gyülekeztek az oltár körül, ahol a legtöbb áldozat bemutatásra került. Néhány esetben a templom elé, a piramis tetejére is építettek oltárt. A maja vallás politeista volt, és ahogy az aztékoknál is, az áldozat nem csak azt a célt szolgálta, hogy elnyerje az istenek kedvét, hanem azt is, hogy az isteneket életben tartsa. Néhány közép-amerikai piramistemplomot – főleg maja területen – föld alatti sírkamra fölé emeltek. Az egyiptomi piramisokhoz hasonlóan ezek némelyikét szintén egy elhunyt uralkodó dicsőségére emelték. 
| Ország | Hely                    | Név                                     | Kultúra                     | Alaphossz (m) | Magasság (m) | Építés ideje (hozzávetőleges) | Megjegyzés | Kép |
| Mexikó | Bonampak                | El Templo de los Murales                | Maja                        |               |              | 580 - 800                     | |     |
| Mexikó | Calakmul                | La Gran Piramid                         | Maja                        |               | 55           |                               | |     |
| Mexikó | Chichén Itzá            | El Castillo                             | Maja                        | 55.3          | 30           | 900 - 1200                    | A Tollas-kígyó istenének építették. A lenyugvó nap minden napéjegyenlőségkor cikk-cakkos árnyékot vet az északi lépcsősorra, és ez úgy néz ki, mintha egy kígyó siklana felfelé, mígnem elér a kő kígyófejhez. |     |
| Mexikó | Cholula                 | La Gran Pirámide de Cholula             | Xelhua                      | 450 m²        | 66           |                               | |     |
| Mexikó | Cobá                    | La Pirámide de Nohoch Mul               | Maja                        |               | 42           | 500 - 900                     | Cobá a maga idejében világváros és "szent utak" csomópontja lehetett. |     |
| Mexikó | Cobá                    | La Iglesia                              | Maja                        |               |              | 500 - 900                     | |     |
| Mexikó | Cobá                    | Templo del Crucero                      | Maja                        |               |              | 500 - 900                     | |     |
| Mexikó | El Tajín                | Piramid de los Nichos                   | Cultura clásica de Veracruz |               | 18           |                               | |     |
| Mexikó | La Venta                | La Gran Pirámide                        | Olmék                       |               | 33           |                               | La Venta a Krisztus előtt virágzó olmék kultúra legépebben maradt régészeti zónája. |     |
| Mexikó | Palenque                | Templo de la Cruz                       | Maja                        |               |              |                               | |     |
| Mexikó | Palenque                | Templo de las Inscripciones             | Maja                        |               |              |                               | |     |
| Mexikó | Santa Cecilia Acatitlán |                                         | Azték                       |               |              |                               | 1962-ben Eduardo Pareyon Moreno építész és régész újjáépítette a piramist. |     |
| Mexikó | Tenayuca                |                                         | Azték                       | 62 x 50       |              |                               | |     |
| Mexikó | Tenochtitlan            | Templo Mayor                            | Azték                       | 100 x 80      |              | 1390 - 1500                   | Tenochtitlán fő kultuszhelye volt, köveiből Cortés parancsára egy keresztény templomot építettek, amelyből 1573-ban a mexikóvárosi Katedrális (Catedral Metropolitana) épült.                                  |     |
| Mexikó | Tenochtitlan            |                                         | Azték                       |               |              | 1325 - 1521                   | Tenochtitlánt a hódító spanyolok elpusztították. A város legalább fél tucat piramist foglalt magába. |     |
| Mexikó | Teotihuacan             | Pirámide del Sol (Nap-piramis)          | Teotihuacan                 | 223 × 225 m   | 63,5 m       | 32.494                        | Az egykori város legnagyobb piramisa volt, 100 körül fejezték be. |     |
| Mexikó | Teotihuacan             | Pirámide de la luna (Hold-piramis)      | Teotihuacan                 |               |              |                               | Valamivel kisebb mint a Nap-piramis, de arányaiban szebb. |     |
| Mexikó | El Tepozteco            |                                         | Azték                       |               |              | 1502                          | |     |
| Mexikó | Tula                    |                                         | Tolték                      |               |              |                               | |     |
| Mexikó | Uxmal                   | Pirámide del Mago (A varázsló piramisa) | Maja                        |               |              | 700 - 100                     | A piramis nyugati lépcsősora pontosan arra néz, ahol az év leghosszabb nappalát követően lenyugszik a nap. |     |
| Mexikó | Uxmal                   | La Gran Pyramide                        | Maja                        |               |              |                               | |     |
| Mexikó | Xochicalco              | Templo de la Serpiente Emplumada        |                             |               |              | 200 - 900                     | |     |
| Mexikó | Xochicalco              |                                         |                             |               |              | 200 - 900                     | A piramisokon kívül a romok legérdekesebb része a földalatti obszervatórium. Itt figyelték a barlangba vetődő napsugarak mozgását.                                                                             |     |
| Mexikó | Xochitécatl             | Pirámide de las Flores                  |                             | 100 x 140     |              | preklasszikus kor             | |     |
| Mexikó | Xochitécatl             | El edificio en Espiral                  |                             |               |              | 700                           | |     |
| Mexikó | Yaxchilán               |                                         | Maja                        |               |              | 600 - 900                     | |     |

| Ország | Hely         | Név                  | Kultúra | Alaphossz (m) | Magasság (m)   | Építés ideje (hozzávetőleges) | Megjegyzés | Kép |
| Belize | Altún Ha     |                      | Maja    |               | 16             | 200 - 900                     | A település a virágkorát a klasszikus maja korban (6-9. század) élte. Összesen mintegy 300 épület romja pihen itt, de csak néhány piramistemplomot tettek hozzáférhetővé a látogatók számára. |     |
| Belize | Caracol      |                      | Maja    |               |                |                               | |     |
| Belize | Lamanai      | Templo Mayor         | Maja    |               |                | preklasszikus kor             | |     |
| Belize | Lamanai      | El Templo del Jaguar | Maja    |               |                | preklasszikus kor             | |     |
| Belize | Lubaantún    |                      | Maja    |               |                | 730 - 890                     | Lubaantun épületei többnyire nagy kőblokkokból épültek, habarcs nélkül lettek felállítva. |     |
| Belize | Lubaantún    |                      | Maja    |               |                | 730 - 890                     | Lubaantun sok kis lépcsős piramist foglal magába. |     |
| Belize | Nim Li Punit |                      | Maja    |               | Több mint 12.2 | 400 - 800                     | |     |
| Belize | Xunantunich  | El Castillo          | Maja    |               | 40             | 600 - 900                     | |     |

| Ország    | Hely        | Név                                           | Kultúra | Alaphossz (m) | Magasság (m) | Építés ideje (hozzávetőleges) | Megjegyzés                                                                  | Kép |
| Guatemala | Aguateca    |                                               | Maja    |               | 6            | 760 - 830                     | Ez a piramis befejezetlen maradt, amikor a várost elhagyták.                |     |
| Guatemala | Dos Pilas   | LD-49                                         | Maja    |               | 20           | 629 után                      |                                                                             |     |
| Guatemala | Dos Pilas   | El Duende                                     | Maja    |               |              | 629 után                      |                                                                             |     |
| Guatemala | Kaminaljuyú |                                               | Maja    |               |              | 250                           |                                                                             |     |
| Guatemala | El Mirador  | La Danta                                      | Maja    |               | 72           | Kr. e. 300 - Kr. u. 100       | El Mirador a maja civilizáció preklasszikus korának legnagyobb városa volt. |     |
| Guatemala | El Mirador  | El Tigre                                      | Maja    |               | 55           | Kr. e. 300 - Kr. u. 100       |                                                                             |     |
| Guatemala | Mixco Viejo |                                               | Maja    |               |              | 1100 - 1500                   |                                                                             |     |
| Guatemala | Tikal       | Templo del Gran Jaguar (Nagy Jaguár temploma) | Maja    |               | 45           | 682-750                       | Tikal látványos építményei szétszórtan, nagy területen helyezkednek el.     |     |

| Ország   | Hely        | Név                      | Kultúra | Alaphossz (m) | Magasság (m) | Építés ideje (hozzávetőleges) | Megjegyzés                                                                                                   | Kép |
| Salvador | Casa Blanca | 1-es számú piramis       | Maja    |               |              |                               | Összesen 6 maja építmény látható itt, ebből 3 piramis, közülük az 1-es és 5-ös számú van feltárt állapotban. |     |
| Salvador | San Andrés  | La Campana de San Andrés | Maja    |               |              | 600 - 900                     | |     |
| Salvador | Tazumal     |                          | Maja    |               |              | 250 - 900                     | |     |

| Ország   | Hely  | Név | Kultúra | Alaphossz (m) | Magasság (m) | Építés ideje (hozzávetőleges) | Megjegyzés                                                                    | Kép |
| Honduras | Copán |     | Maja    |               |              |                               | Copán főleg művészetének gazdagságával tűnt ki, e téren felülmúlta Tikalt is. |     |

## Fordítás
- Ez a szócikk részben vagy egészben  az   Anexo:Pirámides de Mesoamérica című spanyol Wikipédia-szócikk fordításán alapul.  Az eredeti cikk szerkesztőit annak laptörténete sorolja fel. Ez a jelzés csupán a megfogalmazás eredetét és a szerzői jogokat jelzi, nem szolgál a cikkben szereplő információk forrásmegjelöléseként.